# 内部マケドニア革命組織

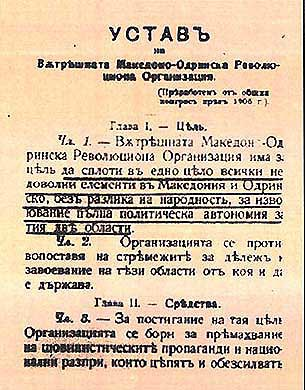
内部マケドニア・アドリアノープル革命組織の規則の抜粋（1906年）
内部マケドニア・アドリアノープル革命組織の規則（1906年の通常会議により改定）
第1章 目的
第1項 内部マケドニア・アドリアノープル革命組織の目的は、民族の区別なくマケドニアおよびアドリアノープル州におけるあらゆるすべての不満要因を糾合し、これらの地域における政治的自治権を獲得することである。
第2章 組織はこれらの地域を分割し支配しようとするあらゆる他国の動きに反対する。
第2章 手段
第3項 前記の目的を達成するために組織は、地域を分断し弱らしめる民族主義的議論および狂信的愛国主義の廃絶を目指し、…

内部マケドニア革命組織（ないぶマケドニアかくめいそしき、ブルガリア語: Вътрешна македонска революционна организация, ВМРО, ラテン文字転写: Vatreshna Makedonska Revoliucionna Organizacia, VMRO; マケドニア語: Внатрешна Македонска Револуционерна Организација, ВМРО, ラテン文字転写: Vnatreshna Makedonska Revolucionerna Organizacija, VMRO）は、オスマン帝国の領土であったマケドニアおよびトラキア地方、並びにブルガリア、および1913年以降はセルビアおよびギリシャ領マケドニア地域でも活動した政治的革命組織。幾度か組織名を変更している（後述）。頭文字をとってVMRO（ВМРО）、またはその名称を英語に翻訳した「Internal Macedonian Revolutionary Organization」の頭文字をとってIMROとも通称される。
20世紀末以降のマケドニア共和国およびブルガリアには、「内部マケドニア革命組織」の名を冠した右派の政治組織が複数存在する（内部マケドニア革命組織・マケドニア国家統一民主党など）。これについてはそれぞれ別項を参照されたい。なお、本項で述べるアドリアノープルとはトルコのエディルネのことであり、ここではオスマン帝国時代に存在したエディルネを中心とするトラキア地方の州を表す（詳細はSubdivisions of the Ottoman Empireも参照）。

## 起源と目的

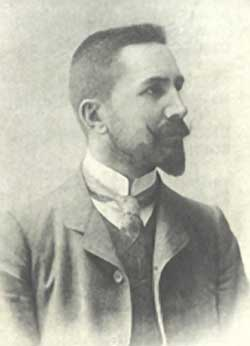
組織の指導者、フリスト・タタルチェフ.

VMROの起こりは1893年で、オスマン帝国支配下のテッサロニキで発足した小規模な反オスマンのマケドニア・スラヴ人革命組織で、後にブルガリア人が支配するようになった。彼らはマケドニアを独立した領域であり、その住人は民族の別に関わらずマケドニア人と呼ぶべきであると考えていた。VMROは秘密革命組織であり、19世紀末から20世紀はじめにかけて、マケドニア地方に自治国家を打ち立てる目的で活動をはじめ、後にブルガリアによるバルカン半島の政治への関心に従って動くようになっていった。組織を指導したのはフリスト・タタルチェフ、ダミアン・グルエフ、ペタル・ポプ＝アルソフ、アンドン・ディミトロフ、フリスト・バタンジエフ、イヴァン・ハジニコロフであった。
フリスト・タタルチェフの記録によると、最初の組織名はマケドニア革命組織（MRO）であった。イヴァン・ハジニコロフは自身の記録の中でマケドニア革命組織の設立時の5つの基本原則を記している。
1. 革命組織はマケドニアで組織され、マケドニアで活動すべきであり、これによってギリシャ人およびセルビア人は革命組織をブルガリア政府の手先だと決め付けることが出来なくなる。
2. 革命組織の設立者はマケドニアに住む地元の人間であるべきである。
3. 革命組織の政治目標はマケドニアの自治であるべきである。
4. 革命組織は秘密で、独立したもので、他の独立国家の政府とのつながりのないものであるべきである。
5. ブルガリアおよびブルガリア社会に暮らすマケドニア人移民は、マケドニアの革命闘争に対し精神的および物的な支援のみを与えるべきである。

フリスト・タタルチェフによると、
ダミアン・グルエフの記録によると、MROの目的は次のように定められていた。

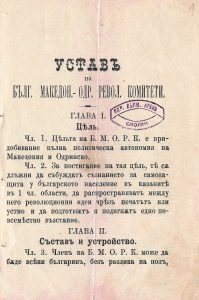
ブルガリア・マケドニア・アドリアノープル革命委員会の規則の抜粋。（1896年）
ブルガリア・マケドニア・アドリアノープル革命委員会の規則
第1章 - 目的
第1項 ブルガリア・マケドニア・アドリアノープル革命委員会の目的はマケドニア・アドリアノープル地域における全ての政治的自治権を保障することである。
第2項 この目的を達成するため、委員会は第1項にかかげた地域におけるブルガリア人の自衛に対する意識を高め、口頭または書面を通じて革命思想を広め、武装蜂起を準備し、促す。
第2章 - 組織と構成
第3項 ブルガリア・マケドニア・アドリアノープル革命委員会の構成員になれるのはブルガリア人であり、性別の区別なく…

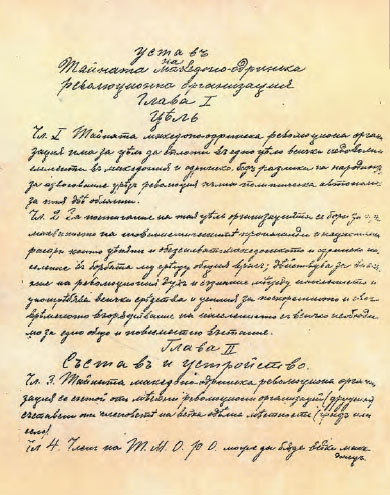
マケドニア・アドリアノープル秘密革命組織の規則の抜粋（1902年）
マケドニア・アドリアノープル秘密革命組織の規則
第1章 - 目的
第1項 マケドニア・アドリアノープル秘密革命組織は、マケドニア・アドリアノープル地域における全ての不満要因を糾合し、民族の別に関わらず、革命を通じて、全ての政治的自治権を勝ち取る目的を有する。
第2項 前記の目的を達成するために組織は、マケドニア・アドレアノープルの人民を分断し共通の敵との戦いを阻害する狂信的愛国主義プロパガンダを否定し、革命心と自覚を人民の間に持ち込み、一般的かつ世界的な覚醒のために必要な全てを持った人民による、時宜を得た来るべき闘争のあらゆる努力と手段を利用する。
第2章 組織と構成
第3項 マケドニア・アドリアノープル秘密革命組織は、地元の町や村で構成されている地域の革命組織によって構成される。
第4項 マケドニア・アドリアノープル秘密革命組織の構成員になれるのは、全てのマケドニア人、アドリアノープル人であり、…

これらの資料に基づいて、1896年または1897年における組織の初期の非公式の名称が「ブルガリア・マケドニア・アドリアノープル革命委員会」（BMARC）であり、この名称で1902年に「秘密マケドニア・アドリアノープル革命組織」（SMARO）へと改称されるまで使用されていたという説がブルガリア人によって提唱され、西側諸国の歴史家の間で受け入れられている。幾らかのマケドニア人の歴史家はこの「ブルガリア・マケドニア・アドリアノープル革命委員会」の名称が極初期に存在していたことを認めるものの、マケドニア共和国においては一般的には1896年から1902年にかけての名称は「秘密マケドニア・アドリアノープル革命組織」であったと考えられている。どちらの説にも決定的な証拠資料は不足しており、またそのどちらの名称も内部マケドニア革命組織の文書中には現れないものの、これらの名称は日付のない手書きや印刷された規則のなかに登場する。しかしながら、マケドニアの歴史家は「秘密マケドニア・アドリアノープル革命組織」の規則が1989年からロンドンに存在していた点を指摘している。いずれにしても、組織がその名称を1905年に「内部マケドニア・アドリアノープル革命組織」（IMARO）に改称された事実には疑いなく、ブルガリアの歴史においてはこの名称が使われている。1915年から1918年にかけてのブルガリアによるマケドニア占領の間、組織は解散されたが、1920年に「内部マケドニア革命組織」（IMRO）の名称で復活した。

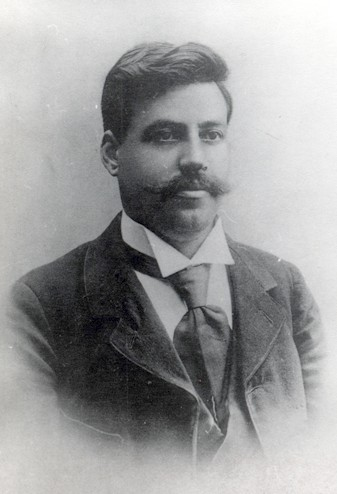
ゴツェ・デルチェフ

当初の委員会によって規定された目標は、オスマン帝国支配下の「マケドニアおよびアドリアノープル州（Vilayet）における全ての不満要因を糾合し、それによって地域の自治権を勝ち取る」ことであった。この時組織は、地域のヴラフ人やギリシャ人、さらにトルコ人の助力も期待していた。精力を精神的プロパガンダの流布に集中し、抵抗運動とテロ活動の見込みは希薄であった。組織は急速に成長し、数年のうちに委員会はマケドニアおよびアドリアノープル州の多くの地元の抵抗組織とのネットワークを形成するようになった。この動きは主にブルガリア正教会が中心となり、また地元またはブルガリア出身の教師が関わっていた。
内部マケドニア革命組織は主に、設立当初から民族的にはブルガリア人が主流を占めていたが、その考え方はマケドニアの自治を目指し、ブルガリア政府の方針とは距離を置いたものであり、ブルガリアによって動かされていたものではなかった。組織の指導者たちは、自治権獲得運動がブルガリア政府の手先となるよりも、列強諸国から好意的に見られることをより強く望んでいた。
イギリスのジャーナリスト、H・N・ブレイルズフォードいわく、
何がより重要かと、組織の若い指導者たちは過激な社会主義者や無政府主義者の考えを擁護し、彼らの目的がブルガリアとひとつになることよりも新しい形式の政府を打ち立てることであるという姿勢を見せた。結局は、このような考え方によって組織の規則は変更され、メンバーはブルガリア人のみではなく、民族や信仰の別に関わらず全てのマケドニア人とアドリアノープル人であるとした。それでも実際には、ヴラフ人を除いては、メンバーたちはブルガリア正教会の圧倒的な影響下に置かれていた。

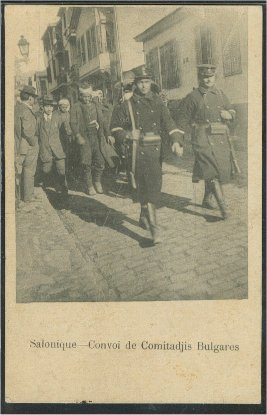
ブルガリア人の「内部マケドニア革命組織」メンバーがオスマン帝国の警察に逮捕された映像

革命運動における社会主義者とコスモポリタンの考え方に関して、アメリカ人アルバート・ソニクセンは次のように述べている。
現代のブルガリアの歴史家は、内部マケドニア革命組織の右派の支持者はの考えるマケドニアの自治の最終的で自然な行く末は、独自国家の建設よりもはるかにブルガリアとの統一に傾いていたと主張している。彼らは、イリンデン蜂起の際の第2マケドニア・アドリアノープル革命地区の指導者であったダミアン・グルネフとボリス・サラフォフからブルガリア政府にあてた公式の手紙から次のように引用している。
第一次世界大戦におけるマケドニア戦線（1915年-1918年）では、組織はブルガリア軍に協力し、ヴァルダル・マケドニア（セルビア領マケドニア。後のマケドニア共和国）をブルガリアが占領した際は、ブルガリアの一時的な占領統治機構に加わっている。この間、政治的戦略として自治の目標はすべての内部マケドニア・アドリアノープル革命組織の流派で停止され、彼らはブルガリアとの統一主義者と立場を共有し、ブルガリアによるマケドニア併合を支持した。

## オスマン帝国時代

### オスマン帝国に対する武装抵抗
内部マケドニア・アドリアノープル革命組織の思想段階であった初期の時代は、1897年、オスマン帝国警察によってブルガリア国境近くで秘密の弾薬の貯蔵庫が発見されたことにより終わりを迎えた。委員会の活動家に対する広範な弾圧によって、組織はやがて武装ゲリラ組織へと変貌していった。組織はオスマン帝国の当局への攻撃や、離反者に対する懲罰を加える活動に従事するようになった。1903年以降、ゲリラ組織としての内部マケドニア・アドリアノープル革命組織はチェタ（複数形でチェティчети、cheti）と呼ばれ、ギリシャによるマケドニア戦役（en）の際には親セルビア派、親ギリシャ派の武装組織とも戦った。

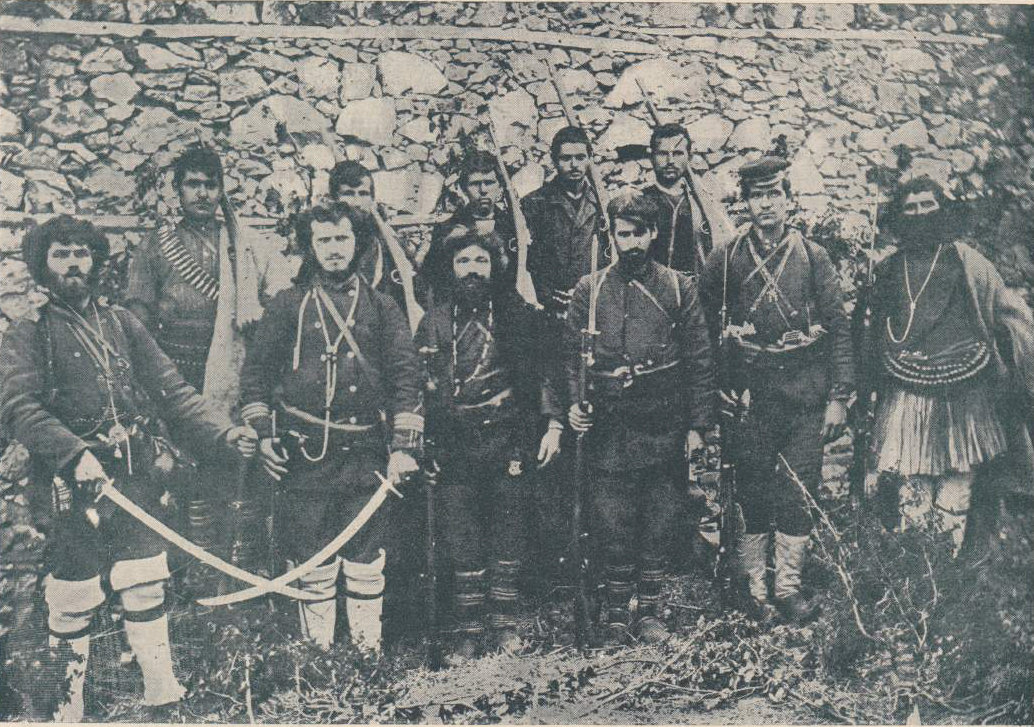
フロリナにて。VMROの革命家たち 1903年

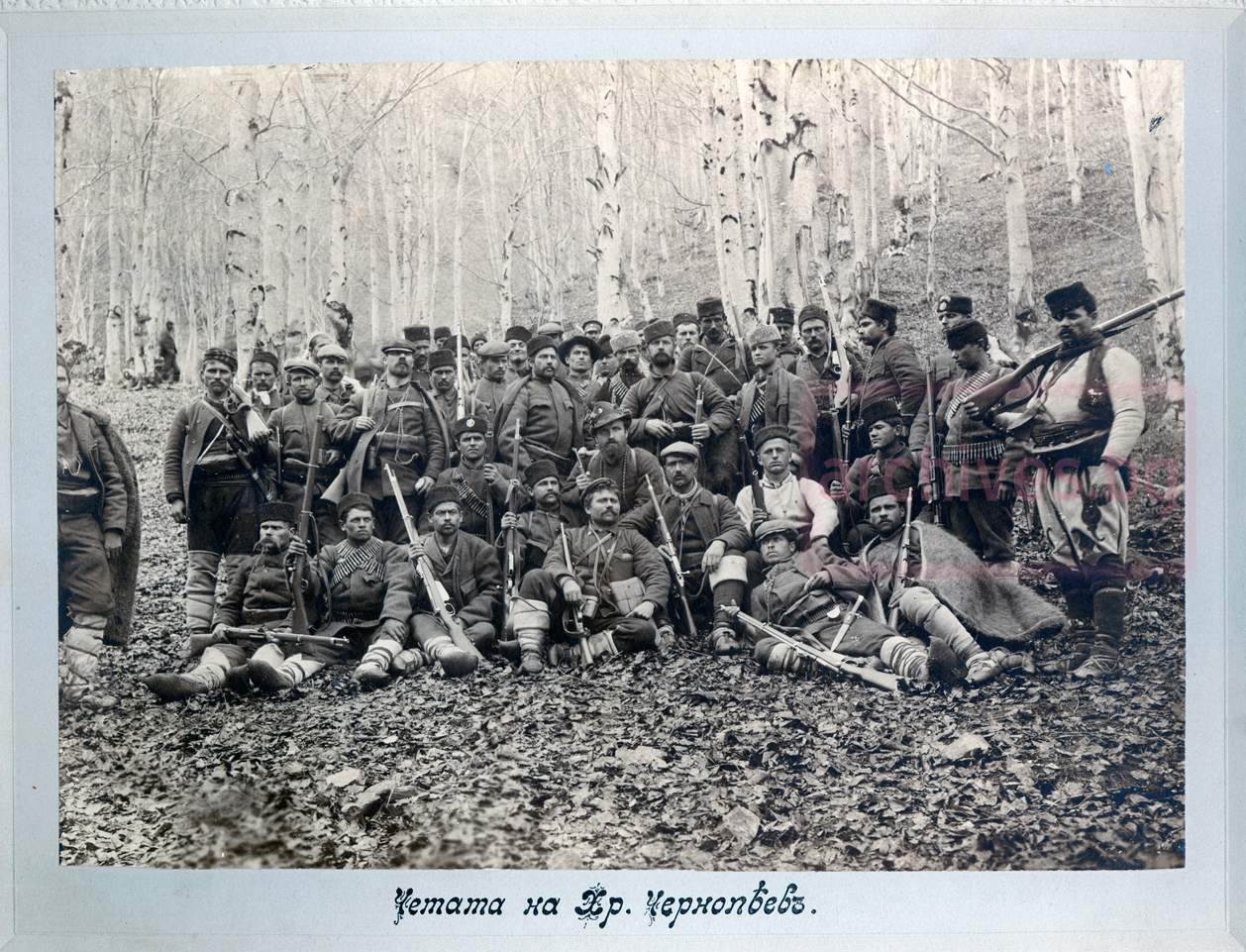
フリスト・チェルノペエフの武装組織 1903年

内部マケドニア革命組織の革命運動の指導体制は、2つの党派によって脅かされていた。ひとつはソフィアにある至上マケドニア・アドリアノープル委員会（Върховен македоно-одрински комитет、Vurhoven мakedono-оdrinski komitet）、もうひとつは少数のテッサロニキのブルガリア人の保守主義者たちであった。後者は1902年に組織に統合されたが、そのメンバーたちは組織に影響を及ぼした。彼らは、1903年の7月から8月にかけてのイリンデン蜂起を扇動し、やがて内部マケドニア・アドリアノープル革命組織の右派の中心を構成するようになっていった（この年のグレゴリオ暦の8月2日はユリウス暦の7月20日の聖エリヤの日であり、イリンデンとは聖エリヤの日を意味する）。
前者の至上マケドニア・アドリアノープル委員会はブルガリアで組織され、1895年にトルコの領土を襲撃したことにより内部マケドニア・アドリアノープル革命組織よりも古くからその存在が知られていた。この組織の設立者たちはブルガリアに住むマケドニアからの移民とブルガリアの軍人たちであった。彼らは「至上主義者」、あるいは彼らがマケドニアの外で結成されたことをさして「部外者」として知られるようになった。「至上主義者」たちはテロリズムによって戦争を誘発し、それによってブルガリアがマケドニアを併合することを望んでいた。1890年代末には、内部マケドニア・アドリアノープル革命組織の指導者たちは至上マケドニア・アドリアノープル委員会の指導部をのっとりを試みたが、やがて至上委員会は2つの派閥に分裂した。1つは内部マケドニア・アドリアノープル革命組織に忠実な集団で、他方はブルガリア大公に近いブルガリアの当局の関係者である。後者は1902年の東マケドニア蜂起において、地元の内部マケドニア・アドリアノープル革命組織の部隊に対して軍事的反抗を行い、致命的な打撃を負った。そこで部隊を率いていたのは、のちに内部マケドニア革命組織の左派の指導者になるヤネ・サンダンスキやフリスト・チェルノペエフであった。
1903年の春、アナーキストの集団が内部マケドニア・アドリアノープル革命組織とゲミジイ・サークル（Gemidzhii Circle）とよばれる集団を結びつけた。このグループはテッサロニキのブルガリア人中等学校の卒業者で構成され、列強諸国に対してマケドニアや東トラキアでの反オスマン運動への関心を向けさせる目的で、1903年のテッサロニキ爆破事件を引き起こしている。同じ頃、内部マケドニア革命組織の指導者であったゴツェ・デルチェフが、オスマン軍との衝突の中で殺される事件が発生した。デルチェフは武装蜂起が時期尚早であるとして反対していたにもかかわらず、その路線に対して賛成を余儀なくされ、それでもその開始時期を5月から8月に遅らせるように策動した。デルチェフの死後、内部マケドニア・アドリアノープル革命組織はマケドニアとアドリアノープル州での反オスマン帝国運動としてイリンデン蜂起を計画した。蜂起は直後にはクルシェヴォ共和国の形成などの成功をあげたものの、多くの人命が失われて失敗に終わった。

### イリンデン蜂起以降
1903年のイリンデン蜂起の失敗は、セレス（Seres）およびストルミツァ（Strumica）地区の内部マケドニア・アドリアノープル革命組織の左派（連邦主義者）と、サロニカ（後のテッサロニキ）、モナスティル（Monastir）、ユスキュブ（後のスコピエ）地区を中心とする右派（中央主義者）の2派閥に分裂した。左派はブルガリアのナショナリズムに反対し、全ての市民と民族が互いに対等の「バルカン社会主義連邦」の創設を主張した。至上マケドニア・アドリアノープル委員会は1905年に解散したものの、内部マケドニア・アドリアノープル革命組織の右派はますますブルガリアのナショナリズムへの傾倒を強め、他方この地域では1903年以降ギリシャ人やセルビア人の武装集団が浸透をはじめ、増大するその侵入に曝されていた。1905年から1907年にかけて、内部マケドニア・アドリアノープル革命はオスマン帝国軍やギリシャ人、セルビア人の武装勢力との多くの激しい戦闘に見まわれた。そして、1907年にトドル・パニツァが右派の活動家ボリス・サラフォフ（Boris Sarafov）およびイヴァン・ガルヴァノフを殺害したことにより、内部マケドニア革命組織の分裂状態は終息を迎えた。
1908年の青年トルコ人革命の後、内部マケドニア・アドリアノープル革命組織の両派閥はともに武器を降ろし、合法闘争へと移行した。連邦主義者の派閥は1908年の青年トルコ人革命を歓迎し、後に人民連邦党（ブルガリア人部門）の一員として政治活動の主流へと加わっていった。サンダンスキやチェルノペエフといったその指導者たちはイスタンブールにおける反革命的な動きを止めるための行進に加わった。一方、かつての中央主義者の派閥はブルガリア人憲法クラブを結成し、人民連邦党と同様にオスマン帝国の選挙に加わって入った。やがて、しかし、青年トルコ人革命の体制は国粋主義的色彩を強め、マケドニアやトラキアにおける非トルコ系民族による民族主義志向に対して圧力を加える道を模索するようになっていった。これに反応した内部マケドニア革命組織の最右翼、および最左翼の指導者たちは1909年、再び武力闘争路線へと舵を切りった。1911年、新しい内部マケドニア革命組織の中央委員会が組織された。そのメンバーはトドル・アレクサンドロフ、フリスト・チェルノペエフ、ペタル・チャウレフであった。この委員会の目的は組織の再統一を図り、より効果的なトルコ人に対する武力闘争へと向けることであった。チェルノペエフが1915年、ブルガリア側の軍人として第一次世界大戦で戦う中で死亡してからは、その後継の地位にはかつての「至上主義者」の指導者であったアレクサンドル・プロトゲロフがおさまった。

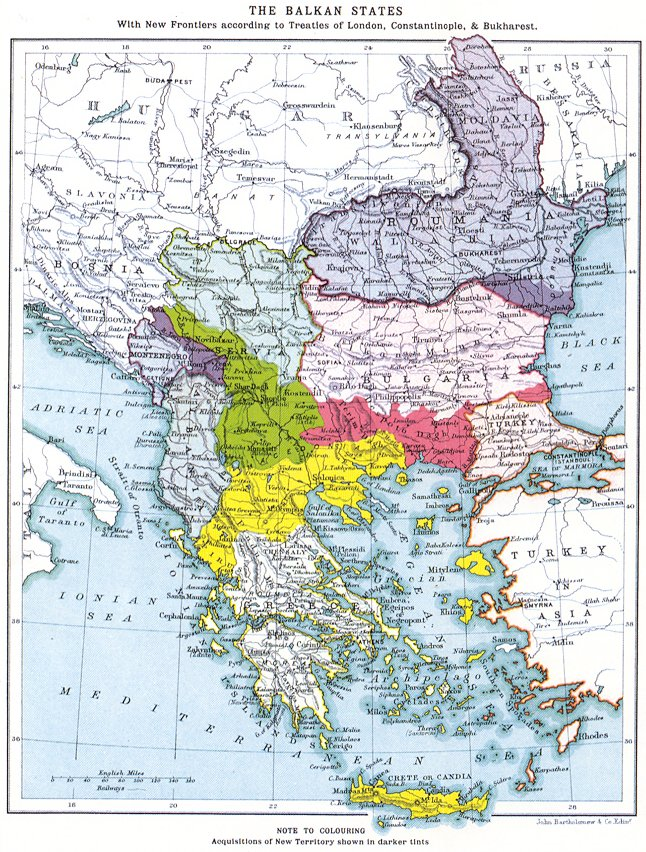
1913年のマケドニアおよびアドリアノープルの分割（中央の色の濃い部分が、オスマン帝国からギリシャ、セルビア、およびブルガリアにそれぞれ引き渡された部分）

バルカン戦争の間、内部マケドニア・アドリアノープル革命組織の右派および左派の双方のかつての指導者たちはマケドニア・アドリアノープル義勇軍に参加し、ブルガリア軍の側に加わって参戦した。その他、サンダンスキの武装隊などは、その地の利を生かし、ブルガリア軍のカストリア（Kastoria）への浸透などを補助した。
第二次バルカン戦争においては、内部マケドニア・アドリアノープル革命組織の武装隊はギリシャ軍やセルビア軍と対峙したが、やがて追われて締め出された。また、ペタル・チャウレフは1913年のオフリド蜂起の指導者であった。オフリド蜂起は内部マケドニア・アドリアノープル革命組織と西部マケドニアのアルバニア人組織が共同で企画した武装蜂起であった。
バルカン戦争の結果、マケドニア地方とアドリアノープル・トラキア地方はギリシャ、セルビア、ブルガリアにより分割された（なお、1918年にセルビア・クロアチア・スロヴェニア王国、後のユーゴスラビアが建国され、セルビアはその一部となっている）。ブルガリアはこの中で最小の領土を得るにとどまった。1913年の第二次バルカン戦争中およびその直後にかけて発生したオスマン帝国領トラキアからの大規模なブルガリア人追放・浄化（The Destruction of Thracian Bulgarians in 1913を参照）
が発生した。
トドル・アレクサンドロフが指導者の座についた内部マケドニア・アドリアノープル革命組織はブルガリアでの存在感を強め、ブルガリアでの民族統一主義を高めマケドニアをブルガリアによって武力解放するための戦争へと駆り立てる上で重要な役割を果たした。これは、1915年に第一次世界大戦においてブルガリアがドイツ帝国およびオーストリア＝ハンガリー帝国と同盟を結びセルビアと対決した要因のひとつとなった。第一次世界大戦では、内部マケドニア・アドリアノープル革命組織はセルビア軍に対する大規模な攻撃であるヴァランドヴォ（Valandovo）攻撃を仕掛けた。ブルガリア軍は内部マケドニア・アドリアノープル革命組織を軍事的に支援し、戦争初期においてはセルビア軍をヴァルダル・マケドニア（後のマケドニア共和国の領域）から締め出し、ギリシャ・セルビア国境あたりに到達するなど成果を挙げたものの、その後1918年の終戦まで戦線は膠着し、この場所はマケドニア戦線と呼ばれた。

## 戦間期における内部マケドニア革命組織

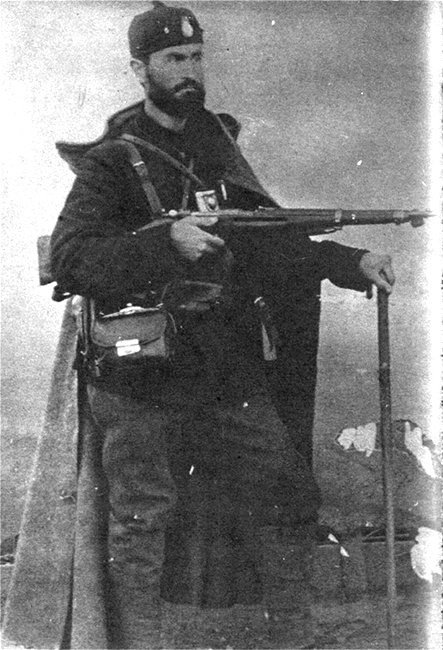
トドル・アレクサンドロフ
戦間期のVMROを指導しVMROの軍装をしている

第一次世界大戦後のヌイイ条約は、ブルガリアによるマケドニアおよびトラキアの領有を否定した。この後、マケドニア・アドリアノープル革命運動は2つの組織に分裂した。ひとつは内部トラキア革命組織であり、もうひとつは内部マケドニア革命組織である。
内部トラキア革命組織はギリシャ領となった西トラキアからストルマ川（Струма）、ロドピ山脈にかけての一帯で1922年から1934年にかけて活動した。内部トラキア革命組織の設立の理由は、第一次世界大戦後のヌイイ条約によってこの西トラキア地方の領有権がギリシャに移ったためである。内部トラキア革命組織は『民族の別に関わらず、トラキア地方における全ての不満要因を糾合し』、地域の政治的独立を勝ち取ることであった。
後に、内部マケドニア革命組織はその衛星組織として内部西方失地革命組織（Вътрешна западнопокрайненска революционна организация、Vatreshna Zapadnopokraynenska Revoliucionna Organizacia)を設立し、ブルガリアからユーゴスラビアに割譲されたディミトロフグラード、ボシレグラードなどで活動した。
内部マケドニア革命組織は「チェタ」とよばれる武装集団をギリシャ領マケドニア（エーゲ・マケドニア）およびユーゴスラビア領マケドニア（ヴァルダル・マケドニア）、およびギリシャ領トラキア地方に送り込み、現地の当局関係者を暗殺し、ギリシャ、ユーゴスラビア支配にたいする人々の反発心を扇動した。1923年、内部マケドニア革命組織は、ギリシャやユーゴスラビアとの緊張緩和を望んでいた当時のブルガリアの首相アレクサンドル・スタンボリスキーを暗殺、ブルガリアは内部問題に大きく揺れた。内部マケドニア革命組織は事実上ピリン・マケドニアにおいて全権を掌握し、この地方は「国内国家」の様相を呈していた。ブルガリア政府の右翼政治家、そして後にはファシズム化したイタリア王国からも支援を受けるようになった内部マケドニア革命組織は、ピリン・マケドニアをユーゴスラビアへのヒット・アンド・ラン攻撃の拠点としていた。
1923年から1924年にかけて、戦間期における内部マケドニア革命組織によるユーゴスラビア領マケドニア（ヴァルダル・マケドニア）における戦闘活動が最も活発となっていた。内部マケドニア革命組織の統計によると、53グループの「チェタ」が活動し、うち34グループはブルガリアから、12グループは地元から、5グループはアルバニアからヴァルダル・マケドニアに浸透していた。統計によると、武装勢力の構成員は総計3245人で、74人の指揮官と54人の副指揮官、34人の秘書官、193人のスパイを持っていた。また、119回の戦闘と74回のテロリズム活動が記録されている。セルビア側の死者は304人の軍および憲兵の隊員、兵士、民兵で、負傷者は1300人を超える。内部マケドニア革命組織は68の戦闘員を失い、数百人が負傷した。
一方、ギリシャ領マケドニア（エーゲ・マケドニア）においては24グループの「チェタ」と10の地元の偵察分遣隊が活動していた。統計によると380の戦闘員があり、18の指揮官、22の副指揮官、11の秘書官、25のスパイを持っていた。42回の戦闘と27回のテロリズム活動が行われた。ギリシャ側の死者は83人の軍人、兵士、民兵で、230人以上が負傷した。内部マケドニア革命組織は22人の戦闘員を失い、48人が負傷した。数千の地元人がギリシャおよびユーゴスラビアの当局からスパイ活動や革命運動との接触を理由に抑圧された。
多くのブルガリア領マケドニア（ピリン・マケドニア）の人々が祖国防衛隊を組織した。この民兵集団は、ギリシャ軍のセオドロス・パンガロス将軍による1925年の大規模なピリン・マケドニアへの軍事行動（ペトリチ事変に対して抵抗していた唯一の精力であった。1934年、ブルガリア軍はペトリチ地区（ピリン・マケドニア）およびキュステンディル地区のみで1万938丁のライフル銃、637丁のピストル、47丁のマシンガン、7機の臼砲、70万1388個の弾薬筒を押収した。

1924年、内部マケドニア革命組織はコミンテルンと接触を図り、共産主義者とマケドニア革命運動との協力関係と、統一されたマケドニア革命運動の構築について話し合った、この2者を統合する新しいアイディアはソビエト連邦によって支援されていた。ソビエト連邦は、このよく発展した軍事組織を、バルカン半島への共産主義革命思想の播種と、バルカン半島における王制の不安定化に利用することを意図していた。内部マケドニア革命組織の指導者アレクサンドロフは、革命組織の独立を守り、共産主義者側から出された要求をほぼすべて断った。両者の間では、書面化された「宣言」1通（1924年5月6日の「5月宣言」）を除いて何一つ合意は得られなかった。「宣言」の内容は、統一マケドニア解放運動の目的に関するもので、その目的を（1）分断状態にあるマケドニアの独立と統一、（2）周辺のバルカン半島の王制国家との戦い、（3）バルカン共産主義連合の設立とソビエト連邦との協力、とした。

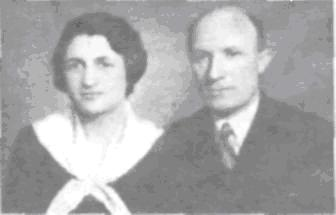
アレクサンドロフ失脚後のVMROを主導したミハイロフとメンチャ夫人

アレクサンドロフとの協力保障の取り付けに失敗したコミンテルンは、アレクサンドロフの信頼を失墜させることに決定し、この「宣言」の内容を1924年7月28日に「バルカン連邦」紙に公開した。内部マケドニア革命組織の指導者、トドル・アレクサンドロフとアレクサンダル・プロトゲロフはブルガリアのメディアを通じてこれらの内容を否定し、いかなる合意にも署名しておらず、この「宣言」は共産主義者によって捏造された偽文書であるとした。
直後、トドル・アレクサンドロフは不明瞭な理由によって逮捕され、内部マケドニア革命組織の指導者はイヴァン・ミハイロフに移った。後にミハイロフはブルガリアの政治において重要な人物となっていった。アレクサンドロフは殺害され、内部マケドニア革命組織の指導部はすぐにこれを共産主義者のせいであると決めつけ、速やかに犯人に対して報復行動をとった。殺害には、ミハイロフ自身が関わっているのではないかという疑いがもたれている。幾らかのブルガリア人やマケドニア人の歴史家（ゾラン・トドロフスキ Zoran Todorovski など）は、内部マケドニア革命組織と共産主義者の連帯を恐れたブルガリア政府に影響されたミハイロフを中心とするグループによって殺害が行われたのではないかと疑っている。しかし、いずれの説も、結論となるような決定的な歴史的証拠を欠いている。殺害事件の結果、組織内部での争いが引き起こされ、1913年のオフリド蜂起を率いたペテル・チャウレフや、アレクサンダル・プロトゲロフが殺害されるといった事件が発生した。
この戦間期におけるアレクサンドロフ、後にはミハイロフに率いられた内部マケドニア革命組織は、かつての組織左派への攻撃も行い、かつての内部マケドニア・アドリアノープル革命組織のサンダンスキ派の構成員に対する暗殺にも及んだ。サンダンスキはブルガリア共産党への接近を強めていた。ゴルチェ・ペトロフ、組織右派の創始者ボリス・サラフォフ、イヴァン・ガルヴァノフらを殺害した人物）が1924年、ウィーンで暗殺された。犯行は後にミハイロフの妻となるメンチャ・カルニチウ（Mencha Karnichiu）によるものであった。このほかにも、ディモ・ハジディモフ（Dimo Hadjidimov）、ゲオルギ・スクリジョフスキ（Georgi Skrizhovski）、アレクサンデル・ブイノフ（Alexander Bujnov）、チュドミル・カンタルジエフ（Chudomir Kantardjiev）など多くの人々は1925年に殺害された。
この間、組織左派は「5月宣言」に基づいた新しい組織を結成した。新しい組織はミハイロフの率いる内部マケドニア革命組織と敵対し、内部マケドニア革命組織 (連合派)と呼ばれた。連合派は1925年にウィーンで結成された。しかし、連合派は人々の支持を得ることができず、マケドニアで革命活動を行うことなくブルガリア国外での活動に終始した。連合派は1936年まで活動し、コミンテルンおよび「バルカン共産主義連合」から支援をうけ、強いつながりを持っていた。
若い内部マケドニア革命組織の中枢部から成るミハイロフのグループは、やがて古参の構成員との衝突に見舞われた。後者の古参の構成員たちは武装隊による浸透攻撃戦術を好んでいたが、前者はより柔軟な小規模の集団による選択的暗殺などのテロリズム活動のほうを好んでいた。衝突はやがて拡大して指導権争いに発展し、ミハイロフは1928年、対立する指導者アレクサンダル・プロトゲロフの暗殺を支持した。ミハイロフ派とプロトゲロフ派は厳しく対立した。プロトゲロフ派の中の少数は、ユーゴスラビアおよびユーゴスラビアへの接近を図るブルガリアのファシズムに傾倒した民兵組織と組むようになった。
内部マケドニア革命組織による暗殺政策は、セルビアが支配するヴァルダル・マケドニアを不安定化させる上で効果を発揮したが、反面でセルビア当局によるヴァルダル・マケドニアの地元の農民らに対する残忍な報復行動を誘起した。やがてミハイロフの暗殺政策はヴァルダル・マケドニアの人々からの多くの支持を失っていった。ミハイロフはマケドニア問題の「国際問題化」を画策するようになる。
ミハイロフはクロアチアの民族主義団体ウスタシャ、およびファシズム化したイタリアとの強い結びつきを構築した。内部マケドニア革命組織の工作員による暗殺はユーゴスラビアを主とする多くの国で行われた。そのなかで特筆すべきものは、ウスタシャとの協力のもとに行われた、ユーゴスラビアの国王アレクサンダル1世およびフランスの外相ルイ・バルトゥーがマルセイユで1934年に暗殺された事件であろう。殺害は内部マケドニア革命組織のテロリスト、ヴラド・チェルノゼムスキによって、1934年10月9日実行された。これは、ブルガリアで1934年5月19日におこった軍事クーデター後、内部マケドニア革命組織に対する弾圧があった後に起こった。
内部マケドニア革命組織による内輪での殺し合いと諸外国での暗殺活動は、ブルガリア国内での1934年5月19日の軍事クーデターを誘発した。クーデターによって成立した軍政は内部マケドニア革命組織の統制を奪い、その組織の力を破壊することを目的としていた。内部マケドニア革命組織はブルガリア国内においてはマフィア、国外においては暗殺者集団へと成り果てていた。1934年、ミハイロフはトルコへと亡命を余儀なくされた。ミハイロフは、ブルガリア人同士が殺し合い、国家が分裂し、内紛に突入したり外国の侵入を招くことを避けるために、支持者らに対してブルガリア軍に抵抗せず、武装解除命令に平和的に応じるよう呼びかけた。ピリン・マケドニアの多くの住民は、武装解除命令には素直に応じた。これは、それまでの違法でときに横暴な二重権力から解放されたと感じていたためであった。内部マケドニア革命組織は亡命状態となってブルガリア国外で存続し、その後もマケドニア問題において重要な力を維持し続けた。

## 第二次世界大戦時
1941年、ブルガリアは枢軸国側にたって第二次世界大戦に参戦、連合国側であったユーゴスラビアが支配するヴァルダル・マケドニアに侵入した。ブルガリア軍はヴァルダル・マケドニア地域の多くの住民によって「解放」として歓迎され、かつての内部マケドニア革命組織の構成員たちはそれまでのヴァルダル・マケドニアの統治機構に替わって現地を統治する「ブルガリア人活動委員会」の組織に関わった。一方、ユーゴスラビア共産党に加わっていたメトディ・シャトロフなどのかつての内部マケドニア革命組織（連合派）の構成員たちもまた、ユーゴスラビア共産党の方針に反し、ブルガリア軍を占領軍とみなすことには反対した。彼らはマケドニアの地元の共産主義組織の活動家たちに、ブルガリア共産党に加入することを勧めた。しかし1943年にユーゴスラビア共産主義者同盟のパルチザンでモンテネグロ人のスヴェトザル・ヴクマノヴィッチ＝テンポがマケドニアに入り、反ブルガリア抵抗活動を活発化させた際、内部マケドニア革命組織（連合派）はその方針を放棄した。一方、かつての内部マケドニア革命組織の構成員たちはブルガリアによる統治機構を助け、スヴェトザル・ヴクマノヴィッチ＝テンポ率いるパルチザン軍と戦った。
内部マケドニア革命組織はまたギリシャ領マケドニア（エーゲ・マケドニア）における軍事組織の結成のためにも動き、ギリシャの王党派、共産主義派の武装勢力と対決した。かつての指導者であったミハイロフ、およびソフィア在住のマケドニア系移民の助力のもと、親ドイツ（枢軸国）的な武装勢力オフラナ（Uhrana）がギリシャ領カストリア、フロリナ、エデッサの各地区で組織された。これらの組織はギリシャ領マケドニア出身のブルガリアの当局関係者アンドン・カルチェフ、ゲオルギ・ディムチェフによって指揮されていた。ミハイロフには、ドイツ支配下でマケドニア国家が建国されるだろうということを思い描いていたのは明白であろう。ミアイロフはまた、内部マケドニア革命組織の義勇軍が将来的な独立国マケドニアの中核となって、統治や教育をエーゲ・マケドニア地域（フロリナ、カストリア、エデッサ地区）において担うようになることを期待していた。

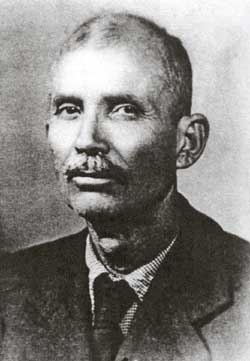
パンコ・ブラシュナロフ

1944年8月2日（グレゴリオ暦の8月2日は聖エリヤの日（イリンデン）であり、マケドニア共和国ではイリンデン蜂起と関連して「第2のイリンデン」と呼ばれる）、セルビアの聖プロホル・プチニスキ修道院において、マケドニア人民解放反ファシスト会議（ASNOM）の初会合が開かれた。最初の演説を行ったのは、かつてのイリンデン蜂起の時の内部マケドニア革命組織の活動家で、後に内部マケドニア革命組織（連合派）に移った活動家パンコ・ブラシュナロフであった。このなかで、連合国に認められたチトーによる社会主義ユーゴスラビアの構成国としての、マケドニア国家の建国が初めて宣言された。このマケドニア人民解放反ファシスト会議はこの時以来、終戦により公式にユーゴスラビアの構成国としてのマケドニア社会主義共和国が成立するまでの間、マケドニア国家の代表権を持つものと見なされている。
ブルガリアの枢軸国からの離脱と対ドイツ宣戦布告の後、1944年9月にミハイロフはナチス・ドイツ占領下のスコピエに入った。ドイツ側が、ミハイロフがドイツと協力し、マケドニアに親ドイツ的なマケドニア国家を建設することを期待していた。しかし戦況はドイツの敗戦が濃厚と見たミハイロフは、これ以上の流血を回避するために、ドイツ側の要請を断った。ミハイロフはその後ローマに移り、マケドニア問題に関する多くの記事や本、資料を残し、1990年にローマで死去している。

## 第二次世界大戦後
内部マケドニア革命組織（連合派）の構成員たちは、終戦後、チトーによって社会主義化されたユーゴスラビアの構成国としてのマケドニア社会主義共和国の建国に関わった。彼らの中の幾らかはそのまま政府に加わった。ディミタル・ヴラホフ、パンコ・ブラシュナロフ、パヴェル・シャテフなどがそうである（なお、パヴェル・シャテフは1903年のテッサロニキ爆破事件を引き起こした「ゲミジイ・サークル」の最後の生き残りであった）。しかし彼らはまもなく、ベオグラードの親セルビア的なユーゴスラビア共産党の中枢部によって政権内部から締め出された。マケドニアの歴史家イヴァン・カタルジェフ（Иван КАТАРЏИЕВ、Ivan Katardjiev）によると、これらの内部マケドニア革命組織（連合派）出身のマケドニア人活動家とブルガリア共産党は、決してその親ブルガリア的な姿勢を改めることなく、セルビア語で教育を受け実権を握ってきたユーゴスラビア共産党の指導者たちと多くの問題で衝突した。パヴェル・シャテフは、ベオグラードにある在ユーゴスラビアのブルガリア大使館に請願書を送り、ユーゴスラビア執行部の反ブルガリア政策とブルガリア語話者のセルビア化から保護してほしいと伝えていた。
手始めに、ユーゴスラビア共産党当局はマケドニアの共産主義者たちに対する頻繁な粛清と裁判を行い、また非党員のマケドニア人に対して当局に対する反抗を理由とした逮捕を繰り返した。多くの内部マケドニア革命組織左派の中枢部、たとえばパヴェル・シャテフやパンコ・ブラシュナロフなどは粛清され、その地位を失い、孤立化され、逮捕され、投獄されたりあるいは処刑されたりした。これらはユーゴスラビア連邦当局によって行われ、その理由（おおくは捏造されたものであった）はさまざまなものであった。たとえば、親ブルガリア的な偏向、マケドニアの自治拡大要求や、ユーゴスラビア連邦からのマケドニアの完全独立の要求、そして1948年のチトーとスターリンとの決別以降はコミンフォルムとの内通や、陰謀を働く政治団体・政治組織の結成、民主主義の拡大要求などがその粛清の理由とされた。一連の粛清の犠牲者の一人にメトディヤ・アンドノフ＝チェント（Методија Андонов Ченто、Metodija Andonov-Čento）がいた。チェントは戦時下のマケドニア人民解放反ファシスト会議（ASNOM）の議長を務めたパルチザンの指導者であったが、内部マケドニア革命組織の一員としてマケドニアの完全独立のために策動を働いたとされた。かつてのマケドニア自治運動の一翼を担った生き残りの一人、ディミタル・ヴラホフは、「単に窓を飾り立てるために利用された」としている。
一方、かつてのミハイロフ派の活動家たちもまた、ベオグラードが支配するユーゴスラビア連邦当局によって圧力を受けていた。ブルガリアによる占領への協力、ブルガリア民族主義への加担、反共産主義活動、反ユーゴスラビア活動などの理由で次々に告発されていった。著名な犠牲者のなかにはブルガリア占領時代のスコピエ市長スピロ・キティンチェフ（Спиро Китинчев、Spiro Kitinchev）、オフリド市長イリヤ・コツァレフ（Илија Коцарев、Ilija Kocarev）、クルシェヴォ市長ゲオルギ・カレフ（Георги Карев、Georgi Karev）、そしてイリンデン蜂起に加わった革命家ニコラ・カレフ（Никола Карев、Nikola Karev）などがいた。その他の例として、内部マケドニア革命組織の活動家でピトゥ・グリの息子であったステリオ・グリ（Стерио Гули、Sterio Guli）はチトーのパルチザン軍がクルシェヴォに到達したときに銃撃され、再びセルビアによるマケドニア支配が始まるのだと絶望したとい
ブルガリアのピリン・マケドニアにおける内部マケドニア革命組織の支持者もまた苦境に置かれていた。かつてのプロトゲロフ派（左派）の助力により、主な内部マケドニア革命組織の活動家たちはブルガリア共産党の当局によって駆逐され、その多くが殺害されるか投獄されるかした。幾らかの内部マケドニア革命組織の支持者はブルガリア共産党の政策に対する反対を公言し、ピリン・マケドニアにおいてマケドニア人民族意識の自覚を広めようとしたため、彼らは弾圧されるか、ブルガリア国外への脱出を余儀なくされた。
ユーゴスラビア領マケドニア人歴史家たちは、イリンデンの内部マケドニア革命組織の指導者たちがブルガリア人の民族意識を持っていたことを認めているものの、ユーゴスラビア領マケドニアの国立記念碑には彼らを民族的マケドニア人とされている。ユーゴスラビアの公式の歴史書は1903年のイリンデン蜂起と1944年の「第2のイリンデン」マケドニア人民解放反ファシスト会議の関連を主張しているが、これは1903年のイリンデン蜂起がアドリアノープル州、つまりトラキア地方で起きているという事実を無視したものである。内部マケドニア革命組織の活動家ゴツェ・デルチェフ、ピトゥ・グリ、ダミアン・グルエフ、ヤネ・サンダンスキの名前はマケドニア社会主義共和国の国家「Denes nad Makedonija」（en）の歌詞に登場する。

## 現代の内部マケドニア革命組織

### マケドニア共和国
ブルガリア、ユーゴスラビア双方が共産主義体制の支配下にあった当時、内部マケドニア革命組織の復活への道は完全に絶たれていた。チトーは1980年に死去すると、ユーゴスラビアは次第に分権化、政治的民主化を始めていった。多くの亡命者たちが再び各国からマケドニアに集まり、彼らや新しい若い世代のマケドニアの知識人たちは、かつてのマケドニアの民族主義の歴史を再発見していった。このような環境下で、再び内部マケドニア革命組織の名前が復活するのは自然な成り行きであった。新しい内部マケドニア革命組織は1990年7月17日にスコピエで結成された。もっとも、新しい内部マケドニア革命組織は、かつての内部マケドニア革命組織との連続性を主張しているが、実際には両者の間のつながりはないといえる。
マケドニア共和国が1991年9月8日に独立を果たすと、内部マケドニア革命組織は民族主義派の最大政党としてその姿を現した。新しく独立したマケドニア共和国の大統領選挙では、かつての共産党系のキロ・グリゴロフ（Киро Глигоров、Kiro Gligorov）が当選した。内部マケドニア革命組織のマケドニア民族主義の姿勢は、ギリシャによるマケドニア共和国承認拒否により勢いを増した。しかし、内部マケドニア革命組織は1998年まで旧共産党系のマケドニア社会民主連合（Social Democratic Union of Macedonia）大統領キロ・グリゴロフと首相ブランコ・ツルヴェンコフスキ（Бранко Црвенковски、Branko Crvenkovski）の組みに阻まれ、政権を得ることはできなかった。
1990年代後半になると、マケドニアの政治における主要な問題は、人口の2割を占めるアルバニア系少数民族との関係であった。1998年、内部マケドニア革命組織はアルベン・ジャフェリ（Arben Xhaferi）率いるラジカルなアルバニア人政党、アルバニア人民主党（en）と連立を組んで政権を獲得、リュブチョ・ゲオルギフエスキ（Љубчо Георгиевски、Ljubčo Georgievski）はマケドニア共和国の首相となった。
1999年、内部マケドニア革命組織のボリス・トライコフスキ（Борис Трајковски、Boris Trajkovski）は大統領選挙に出馬し当選を果たした。これによって内部マケドニア革命組織は首相、大統領の双方を地位を押さえ、完全に政権奪取に成功した。内部マケドニア革命組織はより穏健な方針に切り替え、トライコフスキはその路線に従った。2002年の議会選挙では敗北を喫し、首相リュブチョ・ゲオルギフエスキーの政権は退陣した。2004年、トライコフスキは飛行機事故により死去し、その後の大統領選挙では内部マケドニア革命組織の候補はマケドニア社会民主連合のブランコ・ツルヴェンコフスキに敗れた。
この党の正式名称は内部マケドニア革命組織・マケドニア国家統一民主党（Внатрешно Македонска Револуционерна Организација - Демократска Партија за Македонско Национално Единство、Vnatrešno-Makedonska Revolucionerna Organizacija-Demokratska Partija za Makedonsko Narodno Edinstvo）、略称はВМРО-ДПМНЕ（VMRO-DPMNE）である。キリスト教民主主義を党是とし、マケドニア共和国の欧州連合および北大西洋条約機構への加盟を目指している。
2006年、再び内部マケドニア革命組織は議会選挙を制し、ブランコ・ツルヴェンコフスキに変わってニコラ・グルエフスキが首相の座に就任した。その後リュブチョ・ゲオルギフエスキの支持者は内部マケドニア革命組織・マケドニア国家統一民主党を離脱し、新政党を立ち上げた。新しい政党の名前は内部マケドニア革命組織・人民党（Македонска Револуционерна Организација-Народна Партија、Vnatrešno-Makedonska Revolucionerna Organizacija-Narodna Partija、en）、通称ВМРО-НП（VMRO-NP）というものであった。その間にも、内部マケドニア革命組織・マケドニア国家統一民主党（VMRO-DPMNE）を離脱した小集団は、この歴史的な名前を冠した政党（VMRO-DOM、VMRO-Vistinska、VMRO-DPなど）を立ち上げている。
内部マケドニア革命組織・マケドニア国家統一民主党（VMRO-DPMNE）を中心とする政党連合は2006年7月5日のマケドニア共和国の議会選挙（July 5 2006 parliamentary elections|en）において32%の得票率を得て、120議席のうち45議席を獲得、最大党派となった。さらに5党の協力を得て68の賛成票を獲得し、ニコラ・グルエフスキは首相の座に返り咲いた。一方、リュブチョ・ゲオルギフエスキのVMRO-NPも6議席を確保している。

### ブルガリア
民主化されたブルガリアでもまた、独立に内部マケドニア革命組織の復活が行われていた。民主化直後の1989年、ВМРО-СМД - Съюз на македонските дружества（VMRO-SMD - Sujuz na Makedonskite Druzhestva）の名称で発足し、後に、VMROへと改称した。
1996年、このブルガリアの内部マケドニア革命組織の指導者たちは組織を政治政党として登録、その名称を「内部マケドニア革命組織・ブルガリア国民運動」（ВМРО - Българско национално движение、Balgarsko Nacionalno Dvizhenie、en）、略称ВМРО-БНД（VMRO-BND）とした。この政党はマケドニア・スラヴ人（マケドニア人）は実際にはブルガリア人であるという主張を維持していた。内部マケドニア革命組織・ブルガリア国民運動は大きな政党にはならなかったものの、アタカ国民連合（Национален съюз Атака、Natsionalen Sǎyuz Ataka、en）が登場する2005年6月25日の議会選挙までは、ブルガリア政界において実効的な唯一の右翼政党であった。
この2005年の議会選挙において、内部マケドニア革命組織・ブルガリア国民運動が他の2政党（自由民主連合（en）およびブルガリア農民連合・人民連合（en））とともに加わっている政党連合「ブルガリア人民連合」（en）は5.7%の得票率で13議席を獲得した。内部マケドニア革命組織・ブルガリア国民運動はこの中で5議席を占め、うち1議席は伝統的な地盤であるピリン・マケドニア（ブラゴエヴグラト州）からのものであった。

### オスマン帝国時代〜バルカン戦争
- 内部革命組織: 19世紀後半ブルガリアのオスマン帝国からの解放を目指した革命組織。
- ブルガリア正教会: マケドニア地域のスラヴ人に対して精神的に大きな影響力を持った。
- イリンデン蜂起: 内部マケドニア・アドリアノープル革命組織が主導した反オスマン帝国武装蜂起。
- バルカン戦争: 2度のバルカン戦争を経て、マケドニアの3か国による分割は決定的になった。

### 戦間期
- 内部トラキア革命組織: 内部マケドニア・アドリアノープル革命組織の分派。トラキア地方の回復・編入を目指した。
- 内部西方失地革命組織: 西方失地回復を目指した。
- 内部ドブルジャ革命組織: ルーマニア領となったドブロジャ回復を目指した。

### 第二次世界大戦
- ウスタシャ:第二次世界大戦前に誕生したユーゴスラビアにおけるクロアチア人の分離主義組織。クロアチア独立国を建国。
- バルカン戦線 (第二次世界大戦): 第二次世界大戦におけるバルカン半島でのおもな戦闘。
- オフラナ: 第二次世界大戦中、ギリシャ領マケドニアなどで活動したマケドニア・スラヴ人の武装勢力。
- ピンドス公国・マケドニア公国: 第二次世界大戦中、イタリア占領下に誕生したアルーマニア人国家。
- パルチザン: チトー率いるユーゴスラビア共産党の反枢軸国抵抗組織。
- マケドニア人民解放反ファシスト会議: チトーのパルチザン主導のマケドニア臨時政府の最高機関。

### 第二次世界大戦後
- ユーゴスラビア共産主義者同盟: ユーゴスラビア共産党から改称、ヴァルダル・マケドニアを含む第二次世界大戦後のユーゴスラビアを支配した。
- マケドニア正教会: セルビア正教会から一方的に分離独立した。マケドニア民族意識の発生に大きく関わる。